# 制服フェティシズム
制服フェティシズム（せいふくフェティシズム）とは、制服に性的興奮をおぼえるフェティシズムの一種。

## 概要

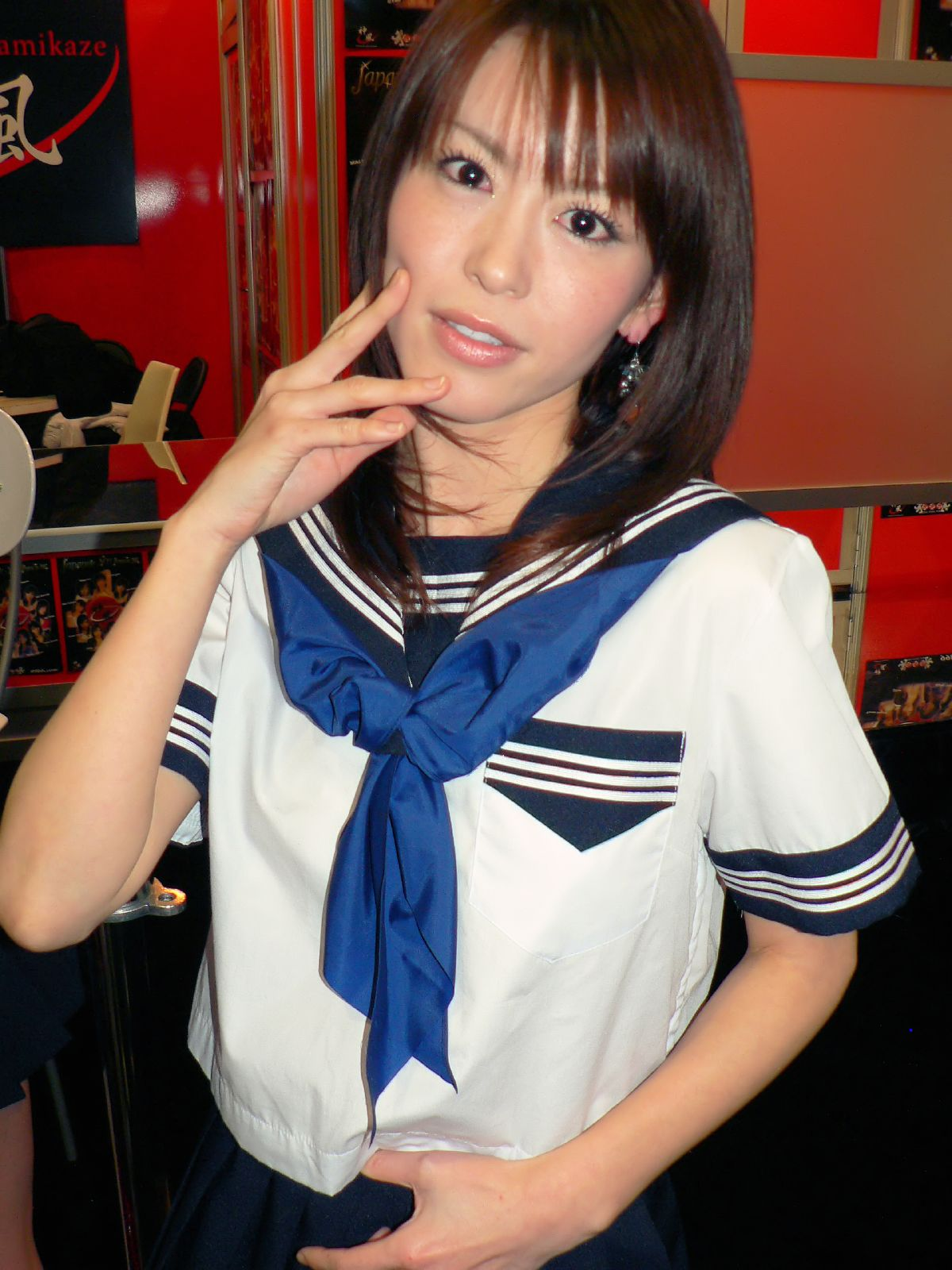
セーラー服コスプレの例（写真はコスプレ用のセーラー服で、モデルは姫野愛）

セーラー服やブレザーは若さを象徴する記号として認知され、コスプレ風俗店やイメージクラブでもコースが存在している。アダルトビデオ（近年ではDVDやブルーレイも含む）作品などでも制服に特化したタイトルやコンセプトの作品が多い。
学生時代の制服を所持している人も多数存在しているために手軽なコスチュームプレイとしても認知されている。男性が制服を好むという認知がされることが多いが、女性にも学生服（詰め襟やブレザーなど）が好きだという層は存在する。
特にセーラー服を女子の制服として採用している国は少ないので、スカート（ズボン）にブラウス、ジャケットにネクタイと言った標準的な学生ファッションが主流である。こうした制服の典型はt.A.T.u.の衣装に見られる。
形としては、制服をコレクションとして集めることに欲求を満たす者もいれば、さらに女装（男装）して楽しむという形、制服そのものに対して自慰や射精などの性的行為をする者もいたりと様々である。

## その他の制服
制服には職業をイメージさせる役割がある。また、社会的通念として制服にはいくつかの固定観念が備わっている。そのため制服に対し特別な興味関心を抱く場合がある。自衛官、客室乗務員、看護師、OLなどの制服が性風俗他では好まれる制服である。